# つきせぬ想い
『つきせぬ想い』（つきせぬおもい、原題：新不了情, 拼音: Xīn bùliǎo qíng）は、1993年の香港映画。

## 概要
1961年公開のショウ・ブラザース製作白黒映画『不了情』（リンダ・リン・ダイ／林黛とクワン・シャン／関山主演、陶秦監督）からヒントを得たもの。『不了情』では誤解から恋人に別れを宣告され、その後は彼の幸福を祈って身を引き、不治の病で人生を終える薄幸のホステスが描かれたが、本作では不治の病を患った若い娘と売れない作曲家との恋を描いたラブ・ストーリーとなった。この設定は伊・日合作映画『ラストコンサート』とまったく共通している。アニタ・ユンが、普段のお転婆もしくは腕白な役柄とは違う、可憐さを備えた女性を演じている。93年度の香港電影金像奨では最優秀作品・監督・主演女優・助演男優（チョン・プイ）・助演女優（フォン・ボーボー）・脚本の主要6部門を独占した。
またこの映画のヒットを見たUFO電影人電影公司は、台湾から香港への進出を図ったロックレコード（滾石唱片）と組んで、アニタ・ユンとカリーナ・ラウを再度共演させる音楽映画を企画。レスリー・チャンも出演を快諾し三者揃い踏みの『君さえいれば/金枝玉葉』が生まれることになった。

## ストーリー
作曲家でサックス奏者でもあるキットは、恋人で歌手のトレイシーと同棲していたが、売れっ子歌手となったトレイシーとは裏腹に、自分の思うがままに作った曲が売れず商業主義に嫌気がさしていた。トレイシーともギクシャクしたキットは半ば一方的に2人の関係を終わらせた。キットは下町の唐楼（旧式の低層アパートメント）に引っ越し、階下に住む粤曲（広東オペラの歌部分だけを演奏・歌うもの）人一家の娘、20歳のミンと出会う。鬱屈して世をすねていたキットだが、彼女のひまわりのような明るさと無邪気さに次第に惹かれていく。キットの紹介で、ミンは粤曲で8歳から鍛えた歌声をレコード会社に認められ、歌手デビューのきっかけを掴む。だがミンの母は二人の交際に難色を示し、歌手デビューもキットの言い訳に過ぎないのではと危惧する。キットはミンの母と話し合い、心からミンを愛してることを認めてもらう。ミンの母の誕生日、粤劇団メンバーやミンの叔父のジャズ仲間と共にアドリブセッションに興じ、彼らと融合できたキット。2人はミンの家族公認の恋人となるが、ミンの幼年時から患っていたものの10年間寛解していた骨肉腫が突然再発してしまう…。

## スタッフ
- 監督・脚本：イー・トンシン
- 製作：チャン・モンワー
- 撮影：タン・チーワイ
- 音楽：クリス・バビダ（鮑比達）
- 美術：ユー・チュンマン

## キャスト
- アニタ・ユン - ミン
- ラウ・チンワン - キット
- カリーナ・ラウ - トレイシー
- キャリー・ン - リン
- フォン・ボーボー - ミンの母
- チョン・プイ=ポール・シン - ミンの叔父、"張保仔"
- シルヴィア・チャン - 女医
- ジェイコブ・C・L・チャン - 街角の占い師
- ジョー・ジュニア - 海賊版カセットのシンガー
- タッツ・ラウ、ユージン・パオ  - ミュージシャン

## 主題歌
- 「新不了情」
  - 作詞：黄鬱　作曲：鮑比達　歌：萬芳